# Liaba
Liaba est un village du département et la commune rurale de Kouka, situé dans la province des Banwa et la région de la Boucle du Mouhoun au Burkina Faso.